# Храм Иоанна Предтечи (Торопец)
Храм Иоанна Предтечи — православный храм Ржевской епархии Русской православной церкви, расположенный в городе Торопец Тверской области. Памятник архитектуры государственного (федерального) значения.
Построен в 1703—1704 годах.

## История

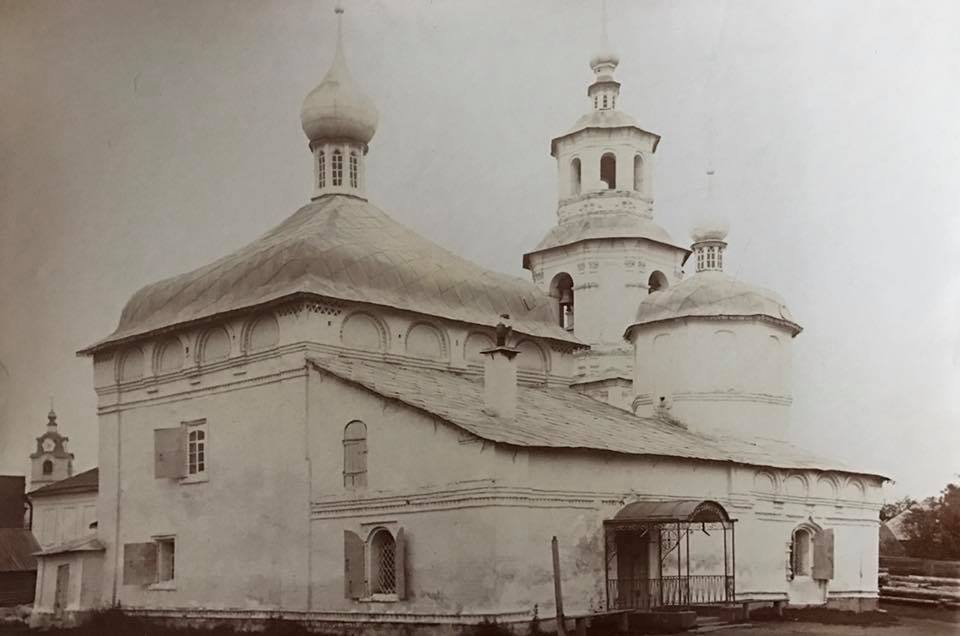
Фотография 1912 года

Храм Рождества Иоанна Предтечи, каменный, построен в 1703—1704 годах. Сначала храм относился к Иоанновскому женскому монастырю, который впервые упоминается в писцовой книге 1540 года. В 1764 году в связи с упразднением и закрытием монастыря храм стал приходским. Имел два престола: главный — во имя Рождества святогo пророка Предтечи Иоанна Крестителя и придельный — в честь Рождества Христова.Отдельно от храма стояла колокольня, на которой висело пять колоколов. Самый большой из них весил 42 пуда (688 килограмм), на нем имела надпись:
«Усердием церковного стaросты Николая Васильева Кудина с прихожанами 1879 года мая 15 дня лит в заводе Потомственного почетного гражданина У. Д. Финляндского в городе Москве».
В 1874 году причт храма состоял из священника и псаломщика. В 1876 году храм был приписан к Спасо-Преображенскому.
Храм был закрыт не позже 30-х годов XX века, венчания разрушены. В начале 1980-х частично отреставрирован.

## Архитектура
Кирпичное здание, образец торопецкого зодчества на рубеже XVII—XVIII вв. Здание храма представляет собой одноглавый четверик с богатым декором. С западной стороны к нему примыкает трапезная с южным приделом, который увенчан восьмигранной звонницей.

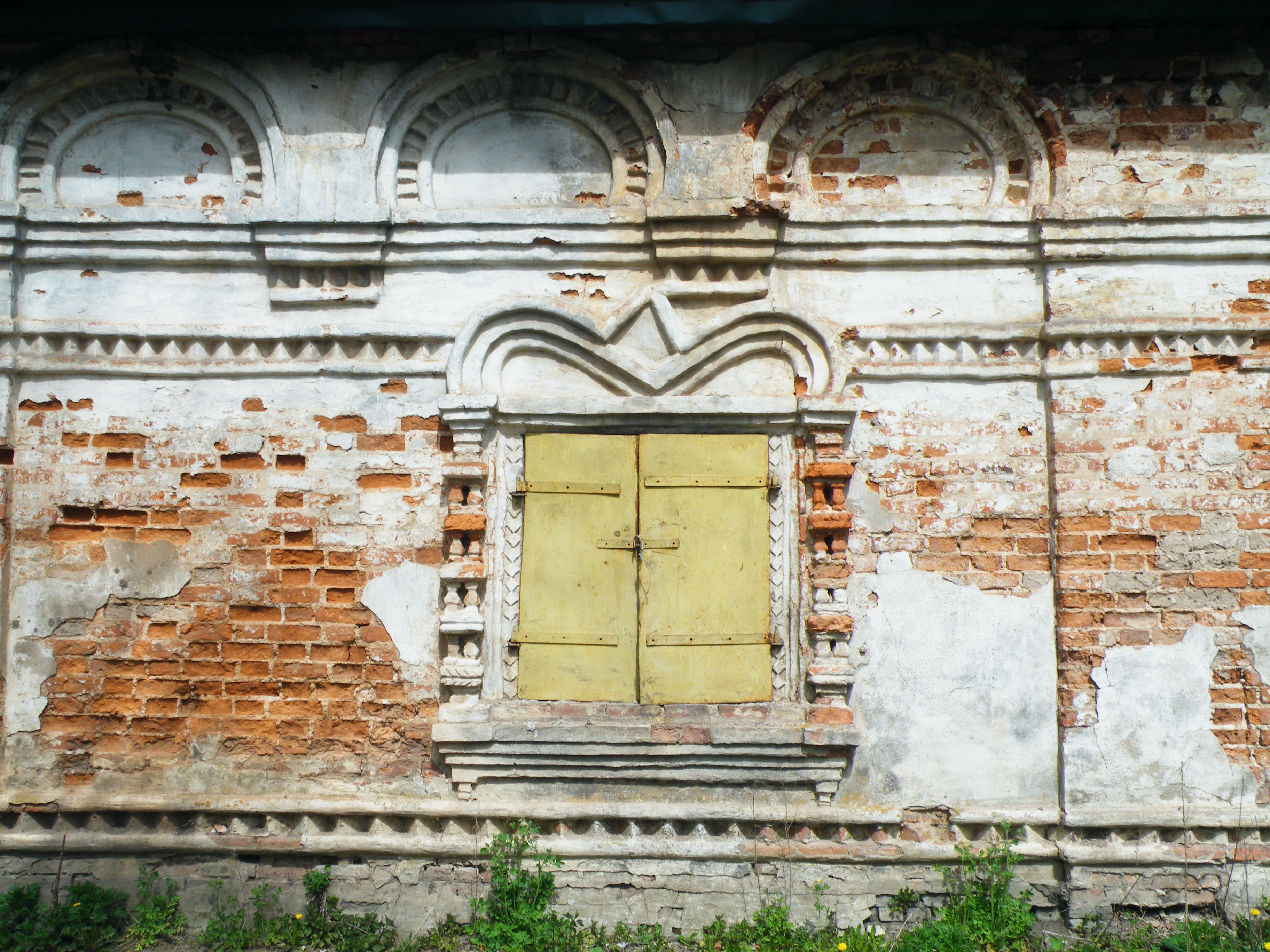
Фрагмент фасада
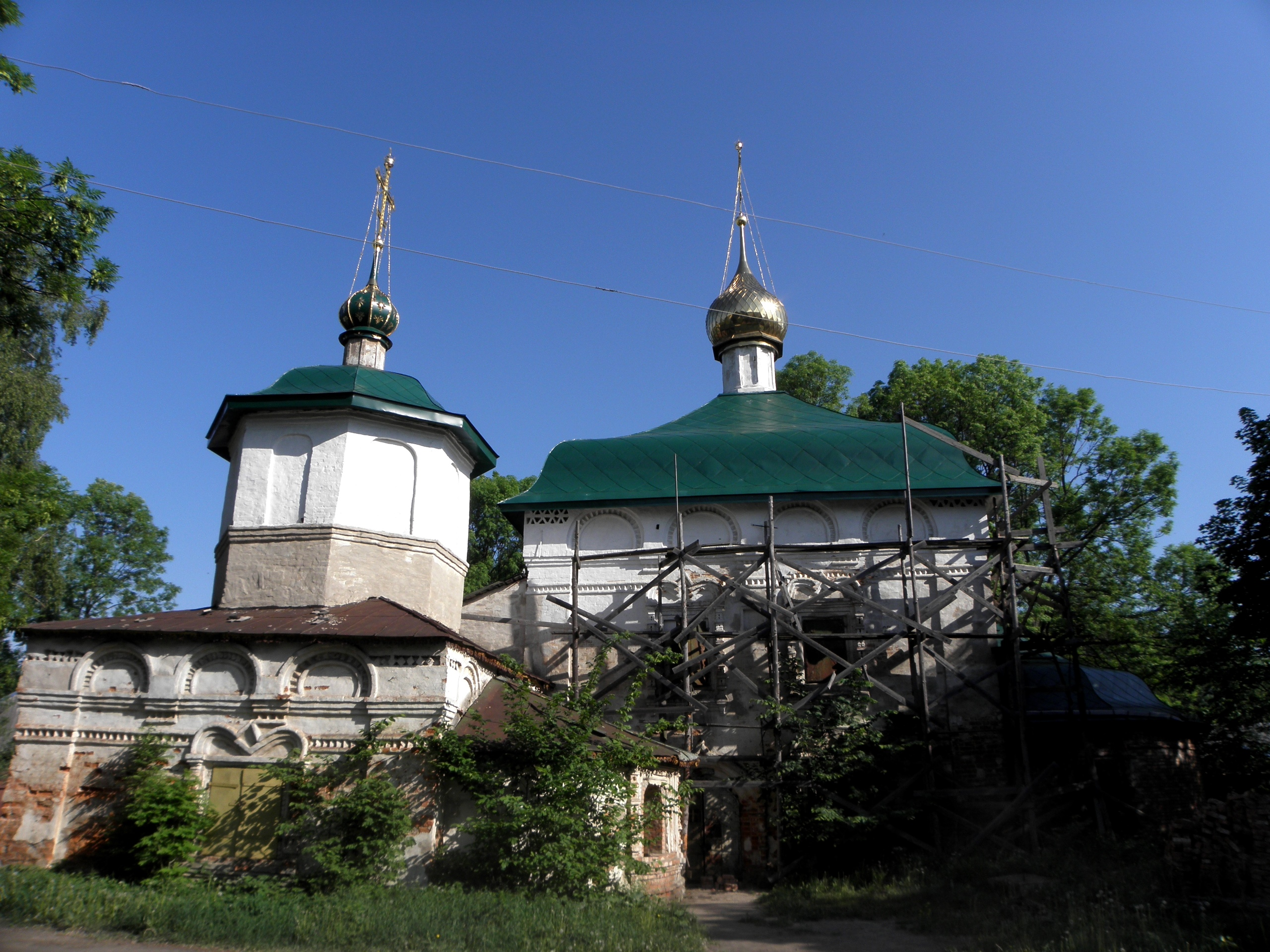
Вид с юга
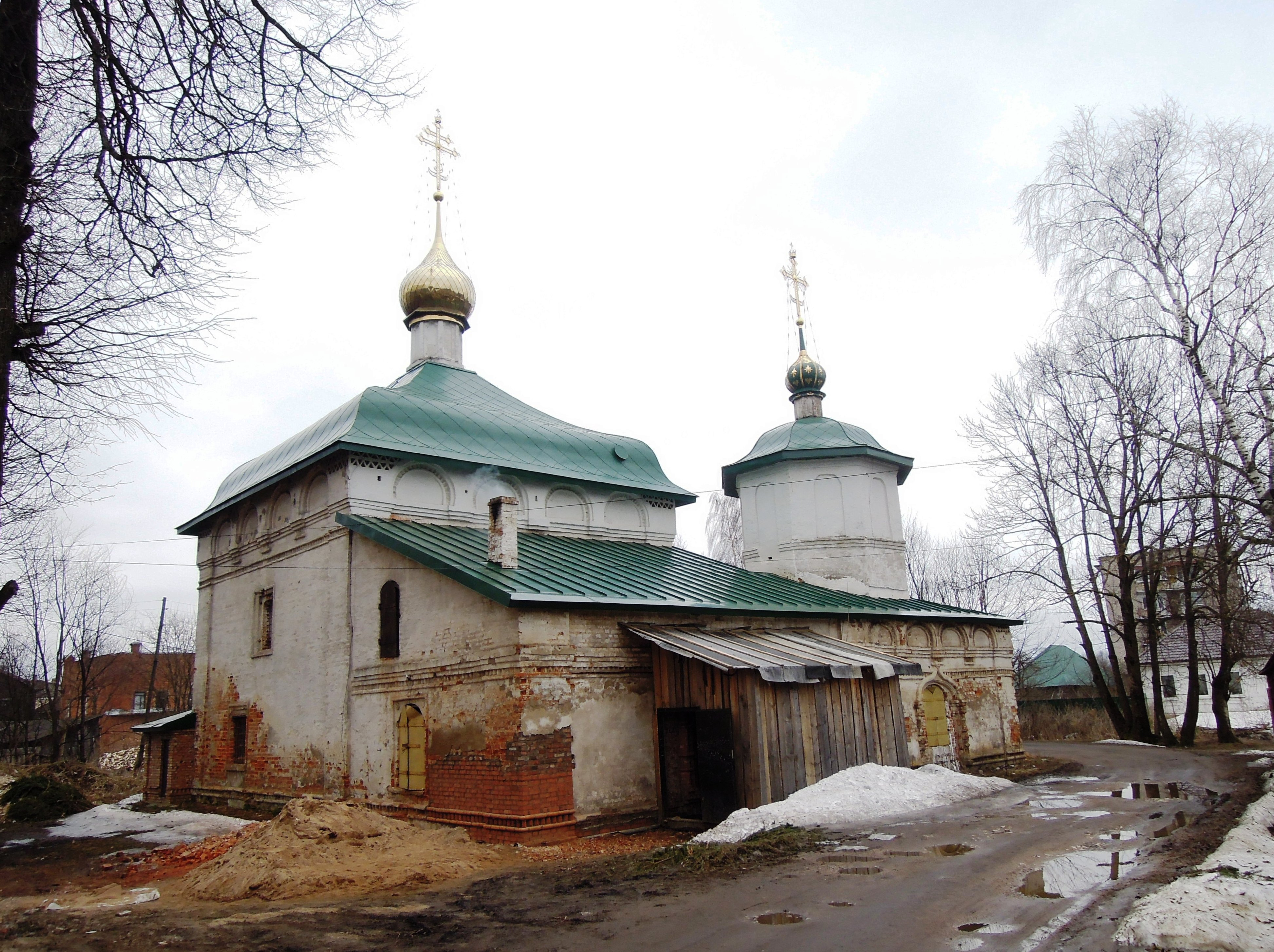
Храм в процессе реконструкции